# Rudolf Bolfík
Rudolf Bolfík (13. března 1913 Mikulčice – 16. ledna 1941 Severní moře) byl český interbrigadista, palubní střelec 311. československé bombardovací perutě a oběť druhé světové války.

## Život

### Před druhou světovou válkou
Rudolf Bolfík se narodil 13. března 1913 v Mikulčicích na Hodonínsku. Vyučil se elektrotechnikem. Mezi říjnem 1931 a zářím 1932 absolvoval armádní Školu pro letecký dorost v Prostějově a do 1. dubna 1935 sloužil v armádě jako letecký mechanik. Na matčino přání k tomuto datu odešel do zálohy na nastoupil ke studiu na četnické škole v Brně. To ovšem nedokončil. Po vypuknutí Španělské občanské války se pokusil odejít do Španělska, ale ve Švýcarsku byl zadržen a vrácen do Československa. Ve věznici na Borech si následně odseděl dvouměsíční trest za nedovolené překročení hranice, jeho druhý pokus o odchod do Španělska byl již úspěšný. Od dubna 1938 zde bojoval jako interbrigadista, čtyřikrát byl raněn a po porážce Republikánů přešel do Francie. V roce 1938 vstoupil do Komunistické strany Československa.

### Druhá světová válka
Po vyléčení z posledního zranění vstoupil Rudolf Bolfík jako jeden z prvních do československé zahraniční jednotky vznikající na území Francie. Při vstupu se mu podařilo utajit členství v KSČ i to, že fakticky zběhl z četnické školy. Dne 8. března 1940 byl zařazen k francouzskému stíhacímu letectvu jako mechanik, po pádu Francie v červnu 1940 se přes Oran a Gibraltar evakuoval do Spojeného království. Zde se distancoval od levicových skupin, vstoupil do Royal Air Force a byl zařazen do kurzu pro palubní střelce. Po jeho absolvování a přičlenění k 311. československé bombardovací peruti se od prosince 1940 účastnil operačních letů. Dne 2. ledna 1941 se zúčastnil náletu na Emden, kdy byl nepřátelskou palbou zasažen do boty, zraněn ale nebyl. Dne 16. ledna 1941 odstartoval na pozici palubního střelce k náletu na Wilhelmshaven. Během návratu se jeho stroj Vickers Wellington Mk.IC T2519 KX-Y zřítil do Severního moře v prostoru západně od Západofríských ostrovů z důvodu silné námrazy. Během následné pátrací akce nebyl stroj a ani žádný z členů posádky nalezen. Ani v následujícím období moře žádné z těl nevyplavilo. Dosáhl hodnosti rotmistra.

## Posmrtná ocenění
- Rudolfu Bolfíkovi byl in memoriam udělen Československý válečný kříž 1939, Československá medaile Za chrabrost před nepřítelem a Československý vojenský řád Za svobodu
- Rudolf Bolfík byl v roce 1991 in memoriam povýšen do hodnosti podplukovníka